# Leichtathletik-Europameisterschaften 1994/Medaillenspiegel
Dies ist der Medaillenspiegel der Leichtathletik-Europameisterschaften 1994, welche vom 9. bis zum 14. August im finnischen Helsinki ausgetragen wurden. Bei identischer Medaillenbilanz sind die Länder auf dem gleichen Rang geführt und alphabetisch geordnet.
| Medaillenspiegel | Medaillenspiegel | Medaillenspiegel | Medaillenspiegel | Medaillenspiegel | Medaillenspiegel |
| Platz            | Land             | Gold             | Silber           | Bronze           | Gesamt           |
| ---------------- | ---------------- | ---------------- | ---------------- | ---------------- | ---------------- |
| 1                | Russland         | 10               | 8                | 7                | 25               |
| 2                | Großbritannien   | 6                | 5                | 2                | 13               |
| 3                | Deutschland      | 5                | 4                | 5                | 14               |
| 4                | Frankreich       | 4                | 3                | 2                | 9                |
| 5                | Ukraine          | 3                | 6                | 3                | 12               |
| 6                | Spanien          | 3                | 2                | 4                | 9                |
| 7                | Norwegen         | 3                | 2                | 1                | 6                |
| 8                | Italien          | 2                | 3                | 3                | 8                |
| 9                | Portugal         | 2                | 1                | –                | 3                |
| 10               | Bulgarien        | 2                | –                | 3                | 5                |
| 11               | Belarus          | 1                | 4                | –                | 5                |
| 12               | Finnland         | 1                | 1                | –                | 2                |
| 13               | Irland           | 1                | –                | –                | 1                |
| 13               | Slowenien        | 1                | –                | –                | 1                |
| 15               | Schweden         | –                | 2                | –                | 2                |
| 16               | Belgien          | –                | 1                | 2                | 3                |
| 17               | Polen            | –                | 1                | 1                | 2                |
| 17               | Tschechien       | –                | 1                | 1                | 2                |
| 19               | Ungarn           | –                | 1                | –                | 1                |
| 20               | Rumänien         | –                | –                | 3                | 3                |
| 21               | Schweiz          | –                | –                | 2                | 2                |
| 22               | Griechenland     | –                | –                | 1                | 1                |
| 22               | Kroatien         | –                | –                | 1                | 1                |
| 22               | Lettland         | –                | –                | 1                | 1                |
| 22               | Litauen          | –                | –                | 1                | 1                |
| Gesamt           | Gesamt           | 44               | 45               | 43               | 132              |